# Lloyd Burruss
Lloyd Earl Burruss Jr. (Charlottesville, 31 ottobre 1957) è un ex giocatore di football americano statunitense che ha militato nel ruolo di safety per tutta la carriera con i Kansas City Chiefs della National Football League (NFL).

## Carriera
Burruss fu scelto nel corso del terzo giro (78º assoluto) del Draft NFL 1981 dai Kansas City Chiefs. Nella sua stagione da rookie disputò tutte le 16 partite, di cui 3 come titolare, facendo registrare un intercetto ritornato per 83 yard e venendo premiato come miglior debuttante della squadra. In carriera fece registrare 22 intercetti, ritornati per 4 touchdown. Un'altra marcatura la segnò su ritorno di fumble. Nel 1986 fu convocato per il suo unico Pro Bowl dopo avere fatto registrare i primati personali in intercetti (5) e yard su ritorno di intercetto (193). Nel 1999 fu inserito nella Hall of Fame dei Chiefs.

## Palmarès
- Convocazioni al Pro Bowl: 1

1986
- First-team All-Pro: 1

1986
- Second-team All-Pro: 1

1988
- Kansas City Chiefs Hall of Fame